# Komitee Forschung mit Neutronen
Das ständige Komitee Forschung mit Neutronen (KFN) vertritt alle Wissenschaftler in der Bundesrepublik Deutschland, die mit Neutronen arbeiten oder die der Forschung mittels Neutronen nahestehen. Es besteht aus gewählten und kooptierten Mitgliedern und Gästen.

## Aufgaben und Ziele
Ziel des KFN ist die Förderung der Forschung mit Neutronen. Forschung mit Neutronen spielt eine wichtige Rolle bei Untersuchungen kondensierter Materie in der Festkörperphysik, der Chemie und Biologie, den Geo- und Materialwissenschaften als auch in der Kernphysik. Neutronen sind auch ein Forschungsobjekt an sich. Wegen des hohen finanziellen Aufwands stehen nur wenige Neutronenquellen auf nationaler und internationaler Ebene zur Verfügung. Deshalb bedarf die Forschung mit Neutronen überregionaler Beurteilung und Koordinierung, welche vom KFN übernommen wird.
Eine wichtige Aufgabe des Komitees ist der regelmäßige Dialog zwischen den Nutzern von Neutronen, den Betreibern von Neutronenquellen sowie den Vertretern des zuständigen Referats des BMBF und des Projektträgers. Das KFN ist außerdem ein wichtiger Ansprechpartner für in- und ausländische Organisationen bezüglich aller Fragen, die im Zusammenhang mit der Forschung mit Neutronen stehen.
Kontakt zu anderen Forschungsbereichen, die auf die Nutzung von Großgeräten angewiesen sind, findet in gemeinsamen Diskussionsrunden und Konferenzen statt. Hierbei handelt es sich um Forschung mit Synchrotronstrahlung und Forschung mit nuklearen Sonden und Ionenstrahlen, deren Nutzer durch entsprechende Komitees repräsentiert werden (Komitee Forschung mit Synchrotronstrahlung (KFS), Komitee Forschung mit nuklearen Sonden und Ionenstrahlen (KFSI)). Das KFN ist gemeinsam mit dem KFS und KFSI in der Kommission Erforschung kondensierter Materie mit Großgeräten vertreten.

## Zusammensetzung
Das Komitee setzt sich wie folgt zusammen: Sieben Wissenschaftler werden aus dem Kreis der Nutzer gewählt. Forschungseinrichtungen, die eine Neutronenquelle betreiben, entsenden je einen Wissenschaftler, der als ständiger Gast an den Beratungen teilnimmt. Das Komitee kooptiert weitere Mitglieder, um wichtige Felder abzudecken, in der Regel vier. Je ein Vertreter des BMBF und des Projektträgers nehmen als Gäste teil.

## Forschungspreise
Das KFN vergibt im Rahmen der Deutschen Neutronenstreutagung den Wolfram-Prandl-Preis für Nachwuchswissenschaftler auf dem Gebiet der Forschung mit Neutronen.